# Allergic
Allergic è un singolo del rapper statunitense Post Malone, pubblicato il 24 settembre 2019 come quinto estratto dal terzo album in studio Hollywood's Bleeding.

## Tracce
Testi e musiche di Austin Post, Louis Bell, Brian Lee e Billy Walsh.
1. Allergic – 2:36

## Formazione
Musicisti
- Post Malone – voce
- Louis Bell – programmazione, strumentazione
- Brian Lee – programmazione, strumentazione

Produzione
- Louis Bell – produzione, produzione vocale, registrazione
- Brian Lee – produzione
- Simon Todkill – registrazione
- Mike Bozzi – mastering
- Manny Marroquin – missaggio
- Chris Galland – assistenza al missaggio
- Robin Florent – assistenza al missaggio
- Scott Desmarais – assistenza al missaggio
- Jeremie Inhaber – assistenza al missaggio

## Classifiche
| Classifica (2019) | Posizione massima |
| ----------------- | ----------------- |
| Australia         | 45                |
| Canada            | 39                |
| Grecia            | 83                |
| Italia            | 99                |
| Lettonia          | 48                |
| Lituania          | 64                |
| Norvegia          | 28                |
| Paesi Bassi       | 56                |
| Portogallo        | 69                |
| Repubblica Ceca   | 59                |
| Slovacchia        | 40                |
| Stati Uniti       | 37                |
| Svezia            | 55                |
| Ungheria          | 36                |